# Cimungkal
Cimungkal is een bestuurslaag in het regentschap Sumedang van de provincie West-Java, Indonesië. Cimungkal telt 4449 inwoners (volkstelling 2010).